# Carl Gottfried Schmidt
Carl Gottfried Schmidt (* 4. März 1923 in Hamm; † 20. Dezember 2003 in Essen) war ein deutscher Hämatologe und Onkologe. Von 1967 bis 1990 war er Direktor der Inneren Klinik und Poliklinik des Universitätsklinikums Essen.

## Leben
Von 1941 bis 1946 studierte er Medizin in Münster und Göttingen. 1947 promovierte er in Münster. Nach seiner neunjährigen Weiterbildung in Grundlagenfächern wie Pathologie, Pharmakologie und Physiologische Chemie  habilitierte er 1955 in Münster in Physiologische Chemie und Pathologische Physiologie.
Er war verheiratet und hatte ein Kind.

## Wirken
Seine klinische Ausbildung machte er am Department of Physiology der Universität Bristol und am Max-Planck-Institut für Herz- und Lungenforschung in Bad Nauheim. 1957 kam er an das Universitätsklinikum Münster. 1961 wurde er Privatdozent für Innere Medizin in Münster. 1965 ging er an das Klinikum Essen, das damals noch zur Medizinischen Fakultät der Universität Münster gehörte. Dort übernahm er als außerordentlicher Professor das Fach Innere Medizin (Tumorforschung). Auf seine Initiative hin errichtete die Landesregierung von Nordrhein-Westfalen eine Tumorklinik und richtete zwei Lehrstühle ein. Ab 1967 übernahm Schmidt den Lehrstuhl für Internistische Onkologie. Er wurde 1990 emeritiert. Von 1967 bis 1978 (oder bis 1987) war er Präsident der Deutschen Krebsgesellschaft, von 1981 bis 1984 Präsident der European Organisation for Research and Treatment of Cancer (EORTC) und von 1986 bis 1990 Präsident der Union for International Cancer Control (UICC). 1990 fand unter seiner Präsidentschaft der 15. Internationale Krebskongress in Hamburg statt.
Mit einer im Deutschen Ärzteblatt 1975 publizierten Denkschrift Zur Situation der Onkologie in Deutschland bewirkten er und Eberhard Scherer einen Durchbruch für die Onkologie, in dessen Folge die Deutsche Krebshilfe entstand und die klinische Therapieforschung durch Bundesmittel eine deutliche Belebung erfuhr.
1977 gründete er das Westdeutsche Tumorzentrum Essen und schuf damit erstmalig in Deutschland das Modell eines inter- und multidisziplinär arbeitenden Comprehensive Cancer Center und wurde zu einem Nestor der Internistischen Onkologie.

## Veröffentlichungen (Auswahl)
- Zur Situation der Onkologie in Deutschland. Deutsches Ärzteblatt 1975

## Ehrungen
- 1968: Goldmedaille der Accademia Tibernia in Rom
- 1969: Mitglied der Royal Society of Medicine[3]
- 1973: Wilhelm-Warner-Preis für Krebsforschung[1]
- 1975: Mitglied der Rheinisch-Westfälischen Akademie der Wissenschaften[3]
- 2001: Ehrenmitglied der Deutschen Gesellschaft für Hämatologie und Medizinische Onkologie[6]